# Sanaa University
Sanaa Universitet (arabiska: جامعة صنعــاء) bildades 1970 som det första och främsta universitet i Jemen. Det ligger i Sanaa, huvudstad i Jemen, och är organiserat i 17 fakulteter. Universitetet byggdes på grunden av den gamla judiska kyrkogården.

## Översikt

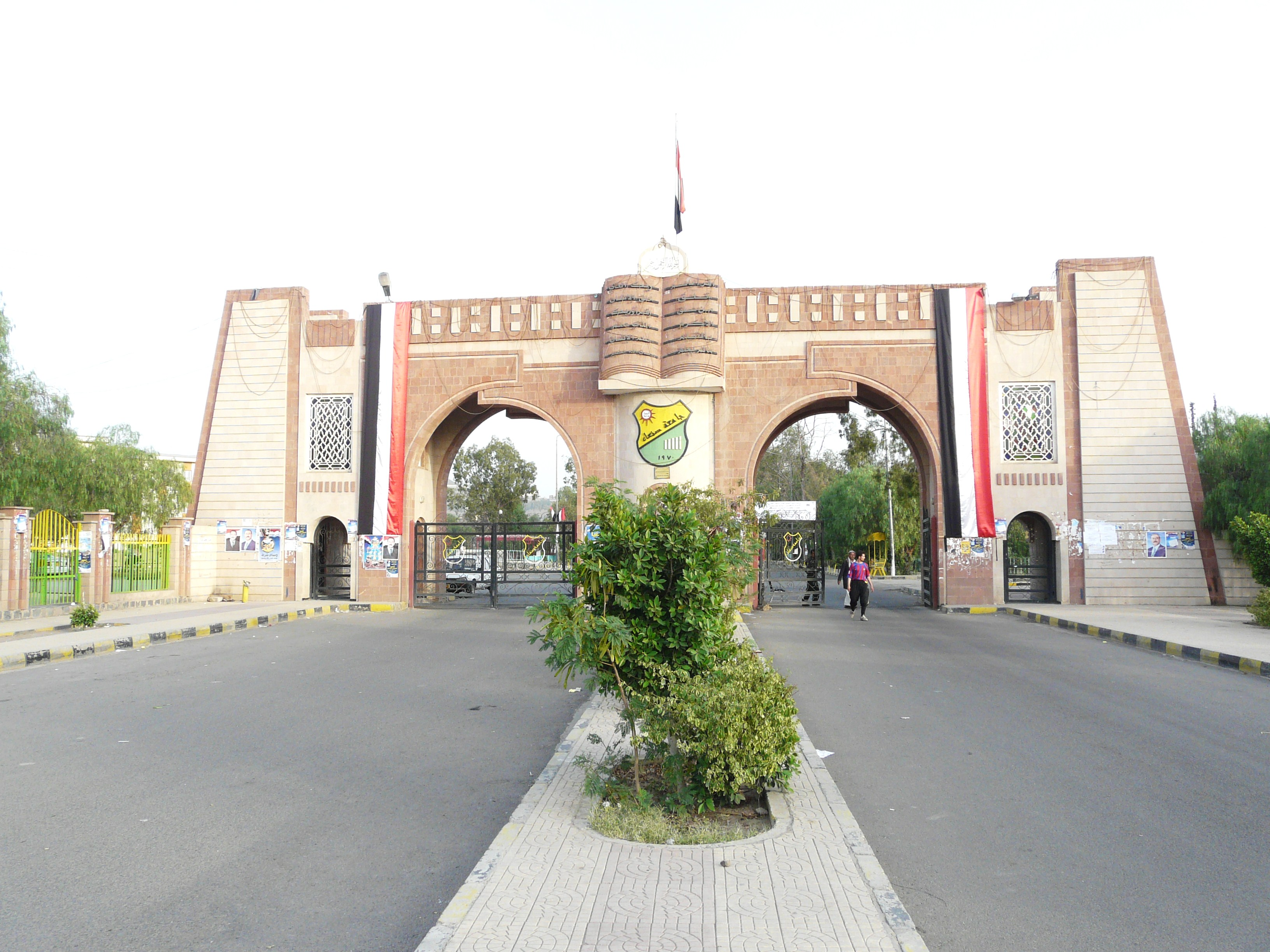
Nya Sanaa Universitet

När Sanaa universitet först etablerades hade det två fakulteter: fakulteten för sharia och juridik och fakulteten för utbildning, vari också ingår konst, vetenskap och utbildning. Under 1970-talet har dessa specialiteter utvecklats och därför bildades tre nya fakulteter: konst, vetenskap och utbildning. Fakulteten för sharia och juridik firade lanseringen av business-avdelningen som blev en självständig fakultet ett år senare. Efter år 2000 ingår i universitetet 17 fakulteter, varav tio fanns i Sanaa med alla typer av akademiska specialiteter och resten var spridda runtom i landet.

## Fakulteter
- Fakulteten för teknik
- Fakulteten för datavetenskap och informationsteknik
- Fakulteten för handel och ekonomi
- Fakulteten för medicin
- Fakultet för odontologi
- Farmaceutiska fakulteten
- Naturvetenskapliga fakulteten
- Fakulteten för jordbruk
- Juridiska fakulteten
- Utbildningsfakulteten
- Fakulteten för konst
- Språkfakultet - ru
- Publiceringsfakultet
- Utbildningsfakultet - Mahout
- Utbildningsfakultet - Khaulan
- Utbildningsfakultet - Marib
- Utbildningsfakultet - Arhab

## Framstående lärare
- Nasser al-Aulaqi, Jemens jordbruksminister och ordförande i Sanaa Universitet.[1][2][3][4][5]

## Kända alumner
- Hamid al-Ahmar, politiker
- Yahya Al-Mutawakel, minister för industri och handel
- Hoda Ablan, poet
- A. Abdulla Alshammam, ambassadör i Nederländerna, tog en examen i statsvetenskap 1982/1983. Han är Jemenitisk diplomat,[6] han arbetar i utrikesdepartementet,[7] ambassadör.
- Tawakkul Karman tog en examen i statsvetenskap.[8][9] Hon tilldelades 2011 Nobels fredspris. Hon är den första Jemenitiska medborgare och första arabiska kvinnan att vinna ett Nobelpris.
- Ahmed Mohammed, politiker
- Maha Naji Salah,
- Zeyad Ghanem, poet, politiker
- Mithaq Aljarf, Diplomat och Medlem i Jemen delegation till FN.